# ThetaHealing
ThetaHealing je registrovaná ochranná známka pro metodu alternativní medicíny, kterou roku 1995 vytvořila naturopatka Vianna Stibalová. ThetaHealing údajně mění vzorec mozkových vln pacienta na theta vlny, a umožní jim tak prozkoumat, jak „emocionální energie“ ovlivňuje jejich zdraví, rozvinout „přirozenou intuici“, a nastartovat léčebný proces.

Theta Healing je považován za pseudovědu.

## Metoda
ThetaHealing údajně využívá sílu soustředěného myšlení k léčení fyzických a duševních nemocí. Má být založena na principech kvantové fyziky a na myšlence, že přesvědčení ve vědomé a nevědomé mysli člověka přímo ovlivňují jeho emocionální pohodu, což může mít dopad na jeho fyzické zdraví. Principem je to, co Vianna Stibalová, americká naturopatka, nazývá „sedm rovin existence“. Podle Stibalové tyto úrovně existence vytvářejí rámec, který ukazuje důležitost „Stvořitele všeho, co je“ (jehož horní úroveň je také popisována jako „Místo dokonalé lásky“).
Stibalová tvrdí, že si sama „usnadnila okamžité uzdravení z rakoviny“, že ThetaHealing dokáže snížit výskyt HIV a že věří, že díky metodě může amputovaná noha znovu dorůst.
ThetaHealing se má vždy učit používat ve spojení s medicínou založenou na důkazech.

## Kritika
Filozofie ThetaHealingu byla kritizována kvůli své esoterické a na víře založené povaze, a také kvůli ohromnému nedostatku důkazů o účinnosti metod. Edzard Ernst metodu kritizoval jako „zločinnou“ a „nepodloženou žádnými důkazy“.
Úřad pro vědu a společnost, organizace věnovaná vědeckému vzdělávání, která působí na McGillově univerzitě, poukázala na to, že ThetaHealing nezvyšuje aktivitu vln theta, ale že působí „přesně opačně. Celkově se aktivita theta vln snížila“.
ThetaHealing po uvedení pacientů do hluboké meditace často využívá metodu aplikované kineziologie. Byla také hojně kritizována, že je motivována finančním výdělkem a nikoliv zdravím pacientů - kurz ThetaHealingu, který učí, že „peníze jsou iluze“, stál v březnu 2020 750 dolarů. Jiné kurzy ThetaHealingu zahrnují lekce, které učí, jak „aktivovat dvanáct vláken DNA v každém účastníkovi“, přestože DNA se na 12 vláken nerozděluje.